# Pteronemobius schunkei
Pteronemobius schunkei är en insektsart som beskrevs av Lucien Chopard 1956. Pteronemobius schunkei ingår i släktet Pteronemobius och familjen syrsor. Inga underarter finns listade i Catalogue of Life.